# Rocinela murilloi
Rocinela murilloi is een pissebed uit de familie Aegidae. De wetenschappelijke naam van de soort is voor het eerst geldig gepubliceerd in 1985 door Brusca & Iverson.